# Чу Сенг Куи
Джозеф Чу Сенг Куи (англ. Choo Seng Quee, кит. упр. 朱成贵, палл. Чжу Чэнгуй), широко известный как Дядя Чу (1 декабря 1914, Сингапур — 30 июня 1983, Сингапур) — сингапурский футболист и футбольный тренер. Он тренировал сборные Индонезии, Малайзии (до 1963 года — Малайя) и Сингапура. Считается одним из лучших футбольных тренеров в истории Сингапура.
Чу начал свою игровую карьеру в 1933 году, выступал на позиции правого защитника за команду Сингапурско-китайской футбольной ассоциации в любительской лиге. Он получил вызов в сборную лиги Сингапура, которая была приглашена на участие в кубке Малайзии. Он перешёл на позицию центрального полузащитника и в составе сборной лиги выиграл кубок Малайзии в 1937 и 1939 годах. Во время Второй мировой войны он писал пропагандистские материалы для британцев в Макао. В 1939 году он помог основать футбольный клуб Китайской атлетической ассоциации, где взял на себя роль играющего тренера. Он закончил игровую карьеру в 1949 году, чтобы сосредоточиться на своих тренерских обязанностях.
С 1951 по 1953 год Чу тренировал сборную Индонезии. В 1953 году команда отправилась на турне в Гонконг, где одержала победы над тремя местными профессиональными командами. В 1958 году Чу был назначен тренером сборной Малайзии. Он привёл команду к трём подряд победам на Турнире независимости Малайзии с 1958 по 1960 год. Вместе с Чу Малайзия также выиграла футбольный турнир на играх Юго-Восточной Азии 1961 года и бронзу на летних Азиатских играх 1962 года. Чу покинул Малайзию и вернулся в Сингапур в 1964 году. Он четыре раза назначался тренером сборной Сингапура с 1964 по 1977 год. Он выиграл кубок Малайзии 1977 года, через 12 лет после последнего триумфа Сингапура как приглашённой команды. Его достижения принесли ему титул лучшего тренера 1977 года от Олимпийского комитета Сингапура. В следующем году он был удостоен медали «Пингат Бакти Масяракат» (медаль государственной службы) за заслуги перед сингапурским футболом.
В 1977 году Чу подхватил кожную инфекцию, которая поразила ногу. Он не лечил её в ходе сезона. Из-за диабета его состояние ухудшилось, начались осложнения в виде гангрены, и в сентябре 1977 года ему пришлось ампутировать правую ногу. Он вернулся к тренерской работе, возглавив «Джохор» в 1980 году, но ушёл в начале следующего года. В июне 1983 года он был госпитализирован из-за проблем с почками. Чу умер 30 июня в возрасте 68 лет.

## Ранние годы
Чу учился в школе Виктория-Бридж и в институте Раффлз. Он увлёкся футболом, когда учился в Раффлзе. В подростковом возрасте Чу прогуливал уроки игры на скрипке, чтобы играть в футбол. Такое поведение злило его старшего брата, за это он испортил футбольную форму и бутсы Чу. Брат Чу наконец одобрил его занятие и купил ему комплект футбольной экипировки, когда тот попал в состав сборной лиги Сингапура на кубок Малайзии. Чу представлял школу на футбольном турнире в 1930 году, играл на позиции правого защитника. Игрок сборной Сингапура Лим Юн Лян был впечатлён его способностями и взял наставничество над Чу.

## Карьера игрока
Чу начал свою игровую карьеру в 1933 году в команде Сингапурско-китайской футбольной ассоциации в Третьем дивизионе. Клуб выиграл все матчи лиги в том сезоне и завоевал чемпионский титул. В следующем году он вместе с командой выиграл второй дивизион. В 1935 году он дебютировал в первом дивизионе и выиграл лигу в 1937 и 1938 годах, а также три Кубка вызова Сингапурской футбольной ассоциации (1935, 1937 и 1939).
За хорошие выступления его вызвали в сборную сингапурской лиги на кубок Малайзии. Он был переведён на позицию центрального полузащитника, играл в сборной с 1936 по 1939 год. Чу выиграл кубок Малайзии в 1937 и 1939 годах, в обоих финалах его команда обыграла «Селангор».
В 1939 году Чу был в составе китайско-малайской команды, которая организовала турне по Маниле, Гонконгу и Макао. Представители сборной Китая хотели вызвать Чу на летние Олимпийские игры 1940 года, но мероприятие было отменено из-за начала Второй мировой войны.
Чу покинул команду Сингапурско-китайской футбольной ассоциации в 1939 году и стал одним из основателей команды Китайской атлетической ассоциации, а также был играющим тренером. В 1941 году клуб был принят в лигу Сингапура. С 1940 по 1941 год он играл за гонконгский клуб «Синтоу». Вторую мировую войну Чу провёл в Макао и в Китае. Будучи агентом британцев, он издавал пропагандистские материалы, работая на газету Macao Tribune, которую поддерживала Великобритания. Однажды он тайно перевёз невесту своего сингапурского друга из Макао на материковый Китай. Хотя его и обнаружили японцы, он избежал ареста и возвращался в Макао пешком более пяти ночей. Несмотря на подобную деятельность, во время японской оккупации его не поймали.
После войны Чу вернулся в Китайскую атлетическую ассоциацию как играющий тренер. Он закончил карьеру игрока в 1949 году, чтобы сосредоточиться на своих тренерских обязанностях.

## Карьера тренера

### Ранняя карьера
В начале 1949 года Чу был назначен тренером Сингапурско-китайской футбольной ассоциации. В марте 1949 года он параллельно начал тренировать сборную лиги Сингапура на кубке Малайзии. Он ушёл с поста тренера Сингапурско-китайской ФА в июле 1949 года, а месяц спустя покинул и Китайскую атлетическую ассоциацию.
В 1952 году Чу стал тренером клуба второго дивизиона Сингапура «Стар Соккеритис», который сам же и основал годом ранее. В сезоне 1951 года клуб финишировал на седьмом месте в лиге, но с приходом Чу занял второе место, обеспечив себе переход в первый дивизион. «Стар Соккеритис» выиграла титул чемпиона Сингапура в 1954 году. 5 марта 1957 года клуб открыл сезон в лиге рекордной победой со счётом 17:1 над командой Королевской гражданской ассоциации инженеров. Чу покинул «Стар Соккеритис» в 1957 году и присоединился к Спортивному клубу Морского Департамента, он привёл клуб к победе в первом Дивизионе.
В 1951 году Чу стал первым иностранным тренером сборной Индонезии, он занимал эту должность одновременно с работой на клубном уровне. Он возглавлял команду на Азиатских играх 1951 года, откуда команда выбыла после поражения в первом же матче от Индии со счётом 3:0. В апреле 1953 года сборная Индонезии совершила турне в Гонконг, где сыграла с «Гонконг Интерпорт» (4:1), «Гонконг Селекшн» (3:2) и «Гонконг Комбайнд Чайниз» (5:1).

### Малайзия
1 февраля 1958 года Чу был назначен тренером сборной Малайзии. Его месячный оклад составил 700 долларов, также в его обязанности входило проведение семинаров на тренерских курсах в различных малайских штатах. Первый матч Чу состоялся 2 марта, Малайзия победила Сингапур со счётом 5:2. В конце августа в Малайзии состоялся Турнир независимости с участием пяти стран. На пути к трофею Малайзия победила бронзового призёра Азиатских игр 1958 года Индонезию 3:2 и Гонконг 3:0. В следующем розыгрыше турнира Малайзия начала защиту титула с победы 4:3 над Южным Вьетнамом. Затем команда сыграла вничью 1:1 с Индией, а победа со счётом 2:1 над Гонконгом позволила повторно выиграть трофей. В турнире 1960 года приняли участие девять стран. Малайзия начала с победы над Японией со счётом 3:0, затем нанесла поражение Таиланду 8:2 и победила Пакистан с минимальным счётом. Малайзия поделила трофей с Южной Кореей после нулевой ничьей в финале.
В январе 1961 года Чу продлил контракт с Футбольной ассоциацией Малайзии (ФАМ) на два года. Сразу после продления контракта Чу отправился на шестимесячный тренерский курс в Англию в сезоне 1960/61, где стажировался в штабе действующего чемпиона «Бернли», а также других клубов, таких как «Эвертон» и «Шеффилд Юнайтед». За поездку Чу и стипендию Британского совета лично договорился премьер-министр Малайзии и президент ФАМ по совместительству, Абдул Рахман. Чу подал в отставку с поста тренера сборной Малайзии в 1961 году, но Абдул Рахман убедил его продолжить тренерскую должность. Политик заявил, что его отставка «определённо станет бедой для футбольного братства Малайзии».
На играх Юго-Восточной Азии в декабре 1961 года Малайзия победила Бирму (2:1) и Камбоджу (4:0), заняв первое место в своей группе. Команда вышла в финал по жребию после ничьи 2:2 с Таиландом в полуфинале. В финале Малайзия забила два гола в последние десять минут, победив хозяйку Бирму со счётом 2:0 и выиграв турнир.
Малайзия начала свой путь на Азиатских играх 1962 года с победы над Филиппинами на предварительном групповом этапе со счётом 15:1, эта победа стала крупнейшей в истории сборной. Команда заняла второе место в группе и сыграла вничью с Южной Кореей в полуфинале в основное время, но проиграла 2:1 в экстра-тайме. В плей-офф за третье место Малайзия победила Южный Вьетнам со счётом 4:1 и завоевала бронзовые медали.
Срок контракта Чу истёк в марте 1963 года и не продлевался. 1 апреля он был назначен тренером, ответственным за подготовку и поиск юных игроков. Из-за задержки с назначением нового тренера сборной Абдул Рахман поручил Чу с 10 сентября тренировать сборную Малайзии, чтобы подготовить игроков к отборочным матчам Олимпиады 1964 года и другим предстоящим турнирам. Чу покинул Малайзию по окончании Турнира независимости в сентябре 1964 года после того, как почувствовал, что его не расценивают в качестве тренера. Во время работы в сборной Малайзии Чу отклонял предложения из Японии, Таиланда, Гонконга и Индонезии.

### Сингапур
Сингапурская ассоциация футбола отклоняла предыдущие предложения Чу тренировать сборную Сингапура. В апреле 1964 года в ходе трёхмесячного отпуска Чу снова заявил, что готов тренировать команду. В следующем месяце САФ предложила Чу подготовить сборную лиги Сингапура к кубку Малайзии. В июне Абдул Рахман одобрил командировку Чу в штаб САФ. В июле в Кубке Ау Хо (ежегодный турнир между сборными Сингапура и Гонконга) после ничьи 1:1 Сингапур обыграл Гонконг 2:1 в переигровке и завоевал трофей. В следующем месяце Сингапур победил «Перак» в финале кубка Малайзии 1964 со счётом 3:2. В январе 1965 года Чу предложил САФ позволить ему тренировать Сингапур на постоянной основе, САФ ответила предложением контракта с месячным окладом в 250 долларов плюс процент от продажи билетов за февраль — эту сумму Чу получил в марте. Сингапур защитил титул обладателя кубка Малайзии в 1965 году, победив в финале «Селангор» со счётом 3:1. Второй год подряд Сингапур выиграл Кубок Ау Хо после переигровки.
В декабре 1965 года Сингапур выбыл на групповом этапе игр Юго-Восточной Азии после поражений от Бирмы и Южного Вьетнама. 28 декабря по итогам турнира САФ уволила Чу и исключила шесть игроков из национальной сборной. Менеджер команды Тан Пэн Йи сообщил, что Чу «испытывал трудности с того самого момента, как команда прибыла в Куала-Лумпур из Гонконга». Чу также обвинили в невыполнении инструкций менеджера, в возмущении обстановки и отсутствии дисциплины в команде. В июне 1966 года он снова предложил свою кандидатуру на пост тренера национальной сборной, но Футбольная ассоциация Сингапура (сменила САФ) отклонила его предложение, сославшись на нехватку средств на оплату его работы.
В январе 1967 года Чу стал одним из трёх тренеров, назначенных для работы с резервным составом национальной сборной, а в марте единолично возглавил резерв. Он вернулся на пост тренера первой сборной 8 августа 1967 года, возглавив команду на Турнире независимости Малайзии. Сингапур занял последнее место из десяти команд. Позже министр спорта Осман Вок заявил, что внутригосударственные соревнования неуместны для участия национальной сборной, в итоге Сингапур отказался от участия в кубковых турнирах Малайзии в 1968 и 1969 годах. Когда Чу не входил в тренерский штаб национальной сборной, он тренировал команду Спортивной ассоциации полиции (с сентября 1968 года) и привёл её к победе в Кубке президента 1968 года.
В июне 1971 года Национальный совет по развитию спорта назначил Чу членом тренерского штаба сборной. В августе Сингапур получил приглашение на Турнир независимости Малайзии с участием 12 стран. Команда победила Гонконг со счётом 2:1 и обыграла с минимальным счётом Бирму, которая считалась фаворитом турнира и была действующим чемпионом Азиатских игр 1970 года. Сингапур не смог выйти в полуфинал после ничьи 4:4 с Филиппинами. Позже в декабре Чу ушёл из сборной из-за плохого состояния здоровья. В 1973 году Чу отверг предложение от гонконгского клуба «Кэролайн Хилл», ему предлагали зарплату 2800 долларов в месяц с первоклассным питанием и проживанием, а также бесплатным транспортом. В декабре он принял предложение Футбольной ассоциации Индонезии тренировать команду Западной Новой Гвинеи за 2500 долларов в месяц, но покинул пост через два месяца. В сентябре 1974 года ФАС отклонила заявку Чу на должность тренера сборной Сингапура. С 1971 по 1975 год Чу тренировал местные клубы, включая «Бернли Юнайтед», «Сингапур Марбл», «Тампинс Роверс», и «Фаррер Парк».
2 сентября 1976 года Чу в четвёртый раз был назначен тренером Сингапура, он должен был подготовить команду к матчам отбора на чемпионат мира, которые планировались в феврале 1977 года. Его назначение побудило уйти из тренерского штаба советника Тревора Хартли, тренеров Хусейна Алджуниеда и Эндрю Япа, в конце сентября Хусейн вернулся, чтобы помочь Чу. При поддержке новоизбранного председателя ФАС Надесана Ганесана Чу впервые перестали давать указания по составу на матчи. Сингапур начал турнир с победы 2:0 над Таиландом и ничьи 2:2 с Гонконгом. Затем команда обыграла Малайзию со счётом 1:0, чем обеспечила себе место в плей-офф, несмотря на проигрыш Индонезии в последнем матче группы. В плей-офф 12 марта Сингапур проиграл Гонконгу со счётом 1:0, лишившись шансов выйти в финальный отборочный раунд. Чу объявил о своём намерении отказаться от должности после плей-офф из-за преклонного возраста и желания сосредоточиться на своём бизнесе. Но в конечном итоге остался в должности тренера на добровольных началах, его оплата зависела от результатов.
В полуфинале кубка Малайзии 1977 года Сингапур победил действующего чемпиона «Селангор» со счётом 4:2 по сумме двух матчей и вышел в финал. 28 мая Сингапур победил «Пенанг» со счётом 3:2 и выиграл кубок Малайзии спустя 12 лет после своего последнего триумфа. Чу хвалили за тактические замены во втором тайме, в котором он заменил капитана Самада Аллапитчая и исполнителя штрафных С. Раджагопала на Лима Тенг Сая и Насира Джалила соответственно. Позже среди игроков распространилось возмущение неравномерностью бонусов и жёсткому обращению со стороны руководства, это, якобы, привело к бойкоту тренировок. В итоге Чу отклонил предложение ФАС о новом годичном контракте и 27 июня подал в отставку, но он отозвал своё заявление после переговоров с ФАС и игроками сборной.
В мае после падения во время полуфинала кубка Малайзии против «Селангора» у Чу началась кожная инфекция на правой ноге. Он так и не обратился за медицинской помощью, ситуацию осложнил диабет, в итоге у него началась гангрена. В сентябре ему ампутировали нижнюю часть правой ноги. После операции Чу больше не тренеровлал сборную Сингапура. Несмотря на потерю ноги, Чу заявил о своём намерении продолжить тренировать. В середине сезона 1980 года он возглавил малайзийскую команду «Джохор», но внезапно покинул клуб в январе 1981 года.

## Тренерский почерк
В своей работе, в частности, со сборной Сингапура Чу делал акцент на чувство патриотизма игроков, именно оно, по словам тренера, может заставить игроков «возвести гору или разрушить здание». Каждый день у сборной был подъём в 5:30, вывешивался национальный флаг, и игроки пели гимн. Чу предпочитал физической готовности индивидуальное мастерство игроков. Он считал, что игроки должны меньше бегать сами и больше заставлять мяч двигаться по полю: 
Моя теория всегда заключалась в том, что игрок никогда не будет быстрее мяча. И мяч никогда не устаёт.

## Личная жизнь
У Чу и его жены Маргарет Бун Кхин Сян было трое детей: сын Роберт Бун Кенг и дочери Тереза Геок Лан и Хелен Геок Ким.
У Чу был свой спортивный магазин Maju Jaya на Оуэн-роуд, Сингапур. Чу бесплатно отдавал трофеи собственного производства для награждения на футбольных соревнованиях.
Чу страдал от диабета. Он не лечил инфекцию ноги, которой заразился на кубке Малайзии 1977 года. Его состояние ухудшилось, началась гангрена, и 14 сентября 1977 года ему ампутировали правую ногу до колена. В результате распространения гангрены через пять дней ему ампутировали и верхнюю часть правой ноги. Сердце Чу останавливалось трижды — во время первой и второй операций и третий раз после внутреннего кровотечения.

## Смерть и память
В июне 1983 года Чу был госпитализирован из-за проблем с почками. Он умер дома во сне 30 июня в возрасте 68 лет. Более 1500 человек присутствовали на его поминках, и около 500 — на похоронах. Гроб несли футболисты Эдмунд Ви, Ку Ким Сонг, Хо Кванг Хок, Р. Суриамурти и Т. Патманатан.
В 2008 году вышел в прокат фильм «Рёв Калланга», в котором рассказывается о победе Сингапура в кубке Малайзии 1977 года под руководством Чу.

## Тренерская статистика
| Сборная               | Первый матч      | Последний матч  | Результаты | Результаты | Результаты | Результаты | Результаты |
| Сборная               | Первый матч      | Последний матч  | И          | В          | Н          | П          | % побед    |
| --------------------- | ---------------- | --------------- | ---------- | ---------- | ---------- | ---------- | ---------- |
| Индонезия             | 5 марта 1951     | 30 апреля 1953  | 3          | 1          | 0          | 2          | 033,33     |
| Малайзия              | 1 марта 1958     | 5 сентября 1964 | 70         | 34         | 13         | 23         | 048,57     |
| Сингапур (1-й период) | 15 декабря 1965  | 16 декабря 1965 | 2          | 0          | 0          | 2          | 000,00     |
| Сингапур (2-й период) | 11 августа 1967  | 21 ноября 1967  | 8          | 0          | 1          | 7          | 000,00     |
| Сингапур (3-й период) | 5 июня 1971      | 14 декабря 1971 | 18         | 4          | 4          | 10         | 022,22     |
| Сингапур (4-й период) | 13 сентября 1976 | 12 марта 1977   | 12         | 3          | 1          | 8          | 025,00     |
| Всего                 | Всего            | Всего           | 113        | 42         | 19         | 52         | 037,17     |

## Достижения
Работа Чу со сборной Сингапура в отборочном турнире чемпионата мира и победа в кубке Малайзии 1977 года принесла ему титул лучшего тренера 1977 года от Сингапуского олимпийского комитета. В 1978 году он был удостоен медали «Пингат Бакти Масьяракат» за заслуги перед сингапурским футболом. 3 августа 1982 года он получил золотую медаль первого класса от Футбольной ассоциации Индонезии за свой вклад в индонезийский футбол.

### Игрок
Сингапурско-китайская ФА
- Первый дивизион: 1937, 1938
- Второй дивизион: 1934
- Третий дивизион: 1933
- Кубок вызова: 1935, 1937, 1939

Сборная лиги Сингапура
- Кубок Малайзии: 1937, 1939

Источники:

### Тренер
Стар Соккеритис
- Первый дивизион: 1954[19]

Спорт. клуб Морского Департамента
- Первый дивизион: 1957[31]

Спортивная ассоциация полиции
- Кубок президента: 1968[86]

Сборная лиги Сингапура
- Кубок Малайзии: 1964, 1965, 1977
- Кубок Футбольной ассоциации Малайзии: 1967
- Тренер года: 1977[12]

Сборная Малайзии
- Турнир независимости Малайзии: 1958, 1959, 1960 (совместно)[38][41][45]
- Игры полуострова Юго-Восточной Азии 1961[9]
- Летние Азиатские игры 1962 (3-е место)[10]